# タイワンキンギョ
タイワンキンギョ(台湾金魚、Macropodus opercularis)はスズキ目オスフロネムス科の淡水魚である。
英名ではパラダイスフィッシュ（paradise fishまたはparadise gouramis）、沖縄方言ではトゥーイュ (国頭・名護)、ドゥビーラ (首里・西原・佐敷)、トウギョ (国頭)と呼ばれる。
なお、名前に「キンギョ」とあるが、コイ目のキンギョとは無縁の魚である。

## 形態
全長7-8cm。体は側扁している。また、尾鰭の後縁は深く切れ込んでいる。

## 分布
台湾、中国の福建省以南、ベトナム北部、ラオス北東部、フィリピン北部などに分布している。日本では、沖縄県の沖縄本島、渡嘉敷島、久米島、石垣島に棲息するほか、鹿児島県の奄美群島には、1937年（昭和12年）に移殖されたものが棲息している。高知県にも1897年（明治30年）に移殖され、「フシンギョ」と呼ばれたが、現在は絶滅したと見られている。
沖縄へは琉球王国時代に支配階級が中国より持ち込んだ外来種という説が有力だが、在来種という説もあり、はっきりしていない（そのためか、後述の通り環境省のレッドデータブックに掲載されている）。

## 生態
本種は河川の下流域の川の流れが緩やかなところや、水田に生息している。
オスは浮草の間に泡で巣を作る。オスとメスは抱き合うように産卵、放精し、卵と稚魚はオスが保護する。
本種はベタやキノボリウオなどと同じようにラビリンス器官をもっているため、比較的酸素の少ない水でも生活できる。

## 利用
観賞の目的で改良品種が作られている。

## シノニム
- Chaetodon chinensis
- Labrus opercularis
- Macropodus chinensis
- Macropodus ctenopsoides
- Macropodus filamentosus'
- Macropodus opercularis opercularis
- Macropodus viridiauratus
- Macropodus venustus

## 保全状態評価
- 絶滅危惧IA類 (CR)（環境省レッドリスト）

## 脚註
1. ↑  朝戸武勝, 新納忠人「沖永良部島に生息するトウギョ(タイワンキンギョ)保全の試み」『JARUS : 集落排水・バイオマス・農村環境』第129号、2022年、36-39頁、CRID 1520574798841293696。
2. ↑  北川哲郎, 小田優花, 細谷和海「〈原著〉飼育下における沖縄産タイワンキンギョの繁殖特性」『近畿大学農学部紀要』第46巻、近畿大学農学部、2013年3月、31-36頁、ISSN 0453-8889。
3. ↑  沖永良部島タイワンキンギョ保全運動が未来遺産に - 松田裕之｜WEBRONZA - 朝日新聞社の言論サイト
4. ↑  タイワンキンギョ 国立環境研究所 侵入生物DB